# Verkhniaïa Salda
Pour les articles homonymes, voir Salda (homonymie).
Verkhniaïa Salda (en russe : Верхняя Салда) est une ville de l'oblast de Sverdlovsk, en Russie. Sa population s'élevait à 44 936 habitants en 2013.

## Géographie
Verkhniaïa Salda se trouve dans l'Oural, sur la rivière Salda, à 11 km au sud-ouest de Nijnaya Salda, à 33 km au nord-est de Nijni Taguil, à 133 km — 195 km par la route — au nord de Iekaterinbourg et à 1 410 km à l'est de Moscou.

## Histoire
Fondée en 1778, Verkhniaïa Salda accéda au statut de commune urbaine en 1929, puis à celui de ville en 1938. Elle est connue pour sa société métallurgique VSMPO-AVISMA, le premier fabricant de titane dans le monde.

## Population
Recensements (*) ou estimations de la population
| 1926* | 1939*  | 1959*  | 1970*  | 1979*  |
| ----- | ------ | ------ | ------ | ------ |
| 7 245 | 14 783 | 37 255 | 44 702 | 54 652 |

| 1989*  | 2002*  | 2010*  | 2012   | 2013   |
| ------ | ------ | ------ | ------ | ------ |
| 55 246 | 51 195 | 46 221 | 45 605 | 44 936 |